# Iket

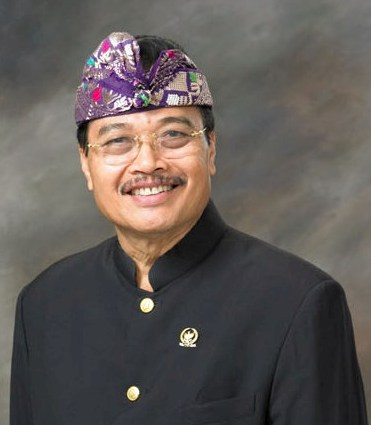
Nyoman Rudana, político y empresario de Bali, llevando el udeng tradicional balinés.

Iket, udheng (javanés), totopong (sondanés) o udeng (balinés) son tocados de tela que forman parte de la indumentaria diaria de los hombres en las islas de Java y Bali, desde la antigüedad hasta principios del siglo XX y volvió a ser popular desde 2013. 
El uso del iket para hombres en la pubertad, en el pasado, se convirtió en una necesidad porque se creía que los protegía de los malos espíritus, además de tener prácticas funcionalidades como contenedor/envoltorio, cobijo, amortiguador para llevar cargas en la cabeza. En la actualidad está más pensado como parte de la indumentaria y una forma por preservar la cultura.

## Udeng balinés
La vestimenta tradicional balinesa para ocasiones formales o especiales incluye un sarong atado y mantenido en su lugar con un songket y el tocado udeng para los hombres, desde los niños hasta los ancianos.
La importancia de este tocado balinés es mucho más que un tocado tradicional en Bali, sino que se requiere para las ceremonias religiosas. Los hombres usan un udeng blanco cuando adoran a sus dioses en los templos porque mantienen cubierta la cabeza y evita que las personas pierdan cabello en estos lugares sagrados, lo que se considera una violación para el templo.